# Chiesa di Santa Lucia (Peio)
(pergamena del 24 agosto 1443)
La chiesa di Santa Lucia è un luogo di culto cattolico situato a Comasine, frazione di Peio in provincia di Trento. È posta sulla sommità del colle che in documenti del 1528 era chiamato Sot castel che si può raggiungere percorrendo la strada che da Comasine porta verso la montagna.

## Storia

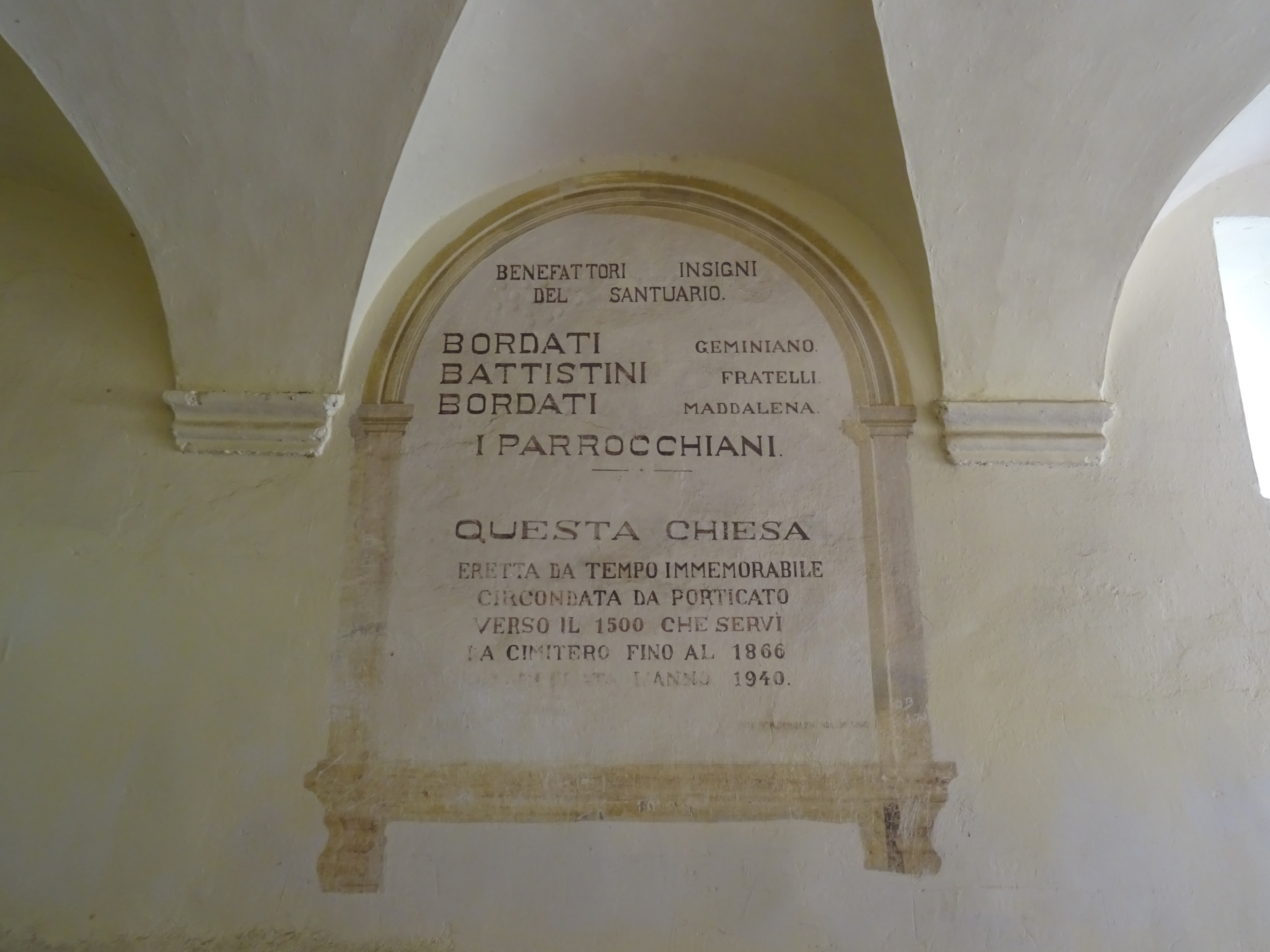
Iscrizione nel portico relativa alla costruzione dello stesso

Dai resti, dalla struttura, dal nome del dosso, dalle tracce di antiche murarie si può percepire la presenza di oggetti romanici e pre-romanici che confermano l'opinione del Reich che il luogo dove essa sorge sia stato sede di un castelliere preistorico.  La tradizione vuole che questa sia la chiesetta più antica della valletta. Infatti, di fronte al vecchio ingresso, si legge la scritta: Questa chiesa eretta da tempo immemorabile circondata dal portico verso il 1500 che servì da cimitero fino al 1866, fu decorata nell'anno 1940. L'edificio fu eretto per volontà dei numerosi minatori impiegati nelle vicine miniere di ferro.
Risulta un lascito testamentario del 1374 del vicario vescovile delle Val di Non e di Sole, Ebele da Cles, che cita la chiesa di Santa Lucia di Comasine con un legato di miliare di ferro a conferma dell'economia del territorio con le attività estrattiva e della lavorazione del ferro.
La chiesa è stata teatro di alcune riprese del film del 2024 Vermiglio, nella fattispecie la scena del matrimonio e successivi festeggiamenti.

## Descrizione

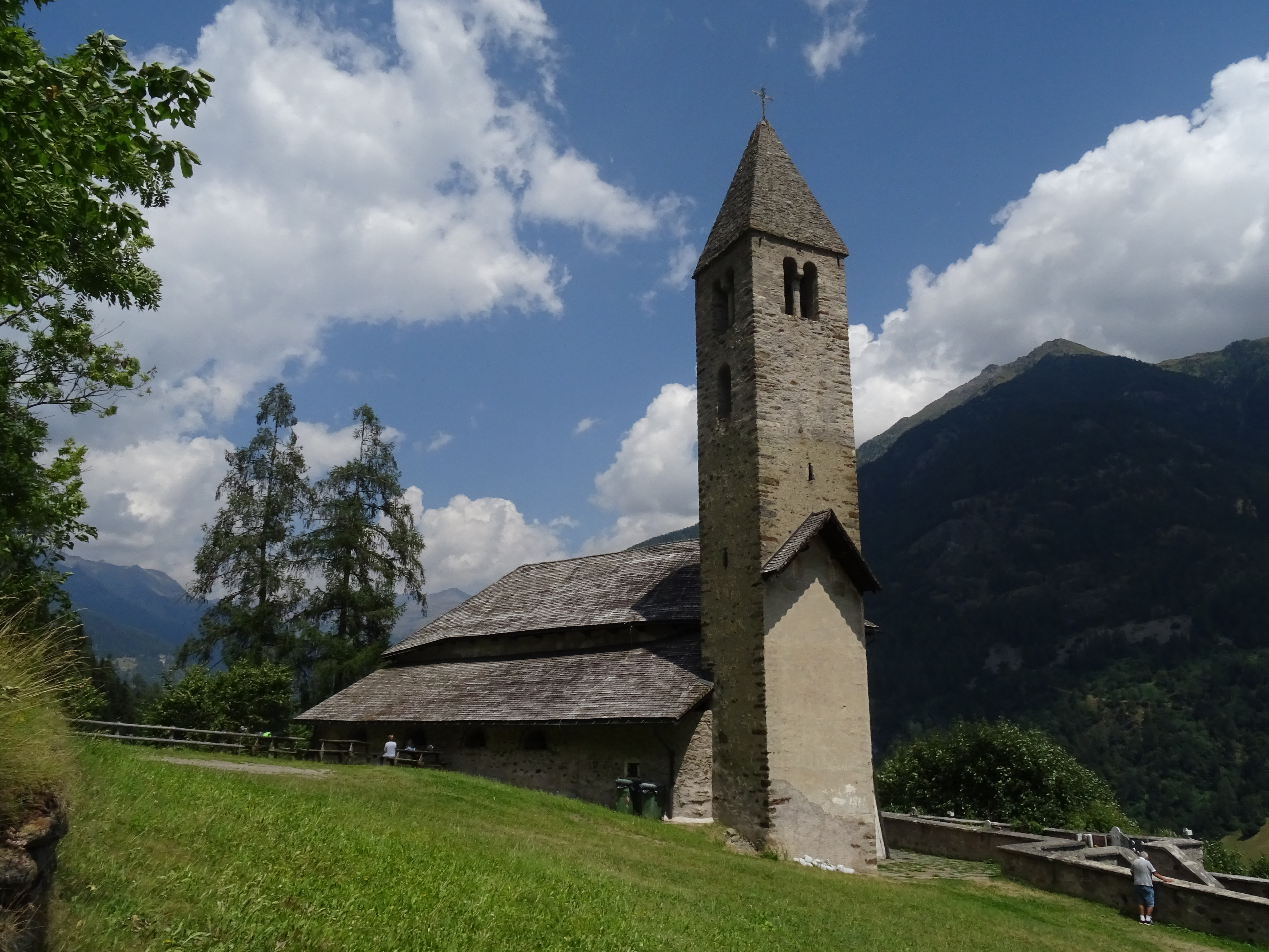
Vista della chiesa dal prato adiacente

### Esterno
L'edificio si trova piuttosto infossato nel terreno circostante, affiancato da un piccolo cimitero e un campanile di origine romanica. Verso il XVI secolo venne aggiunto un ingresso attraverso un porticato a volta che lo cinge da tre lati. Il porticato ha la funzione di proteggere l'edificio dall'abbondante neve e dalle frequenti valanghe, si unisce verso monte col terreno e ripara verso valle l'ingresso. Sul lato minore del portico è presente, addossata alla parete di fondo, un'edicola in pietra di gusto rinascimentale con piedritti e timpano scolpiti con motivi a rombo. Accanto alla porta è presente una lapide sepolcrale del 1530. La copertura in scandole di legno caratterizza in modo suggestivo l'organismo che presenta, come unico lato libero, l'abside con una grande apertura ad occhio.

### Interno

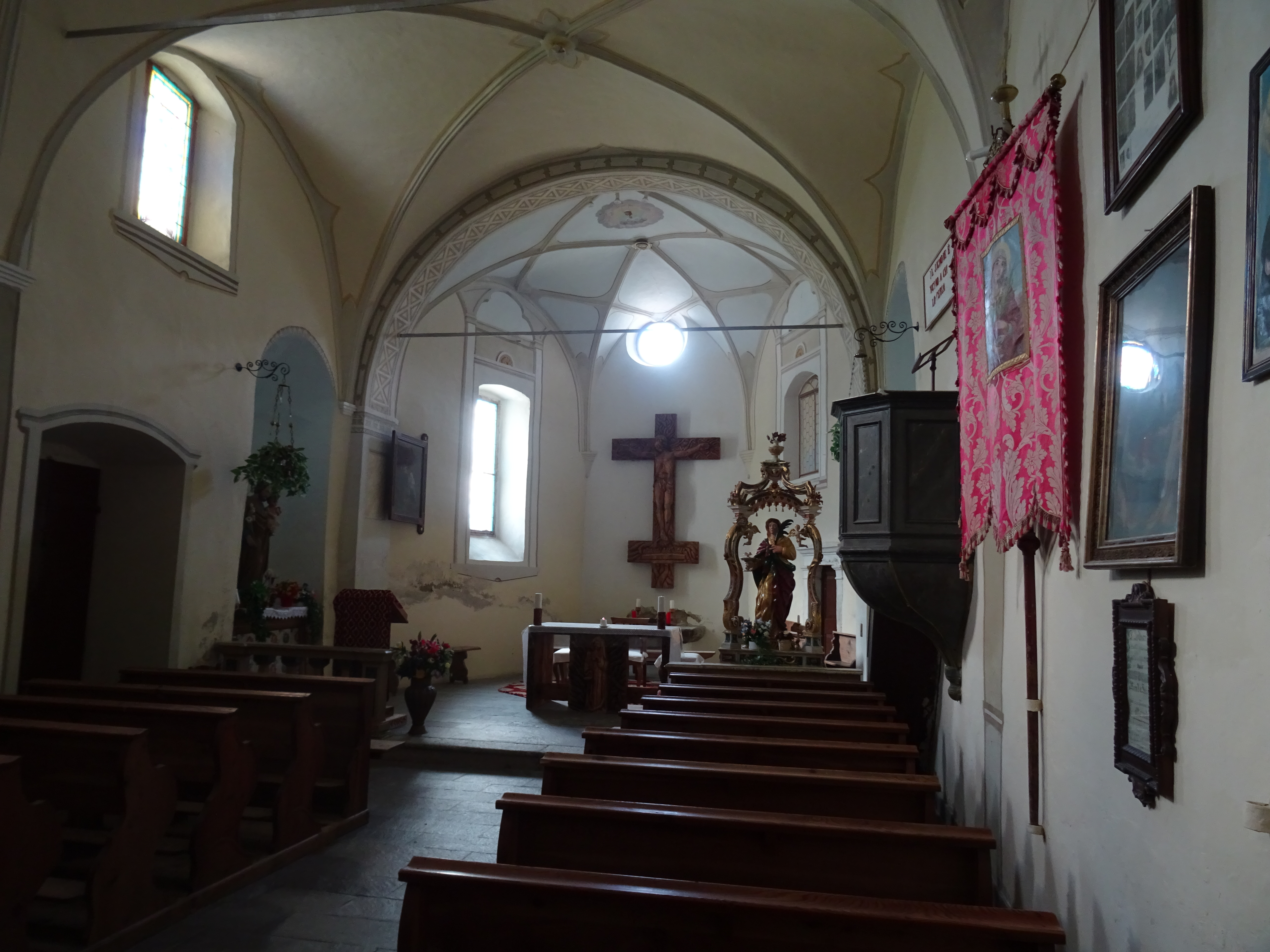
Interno

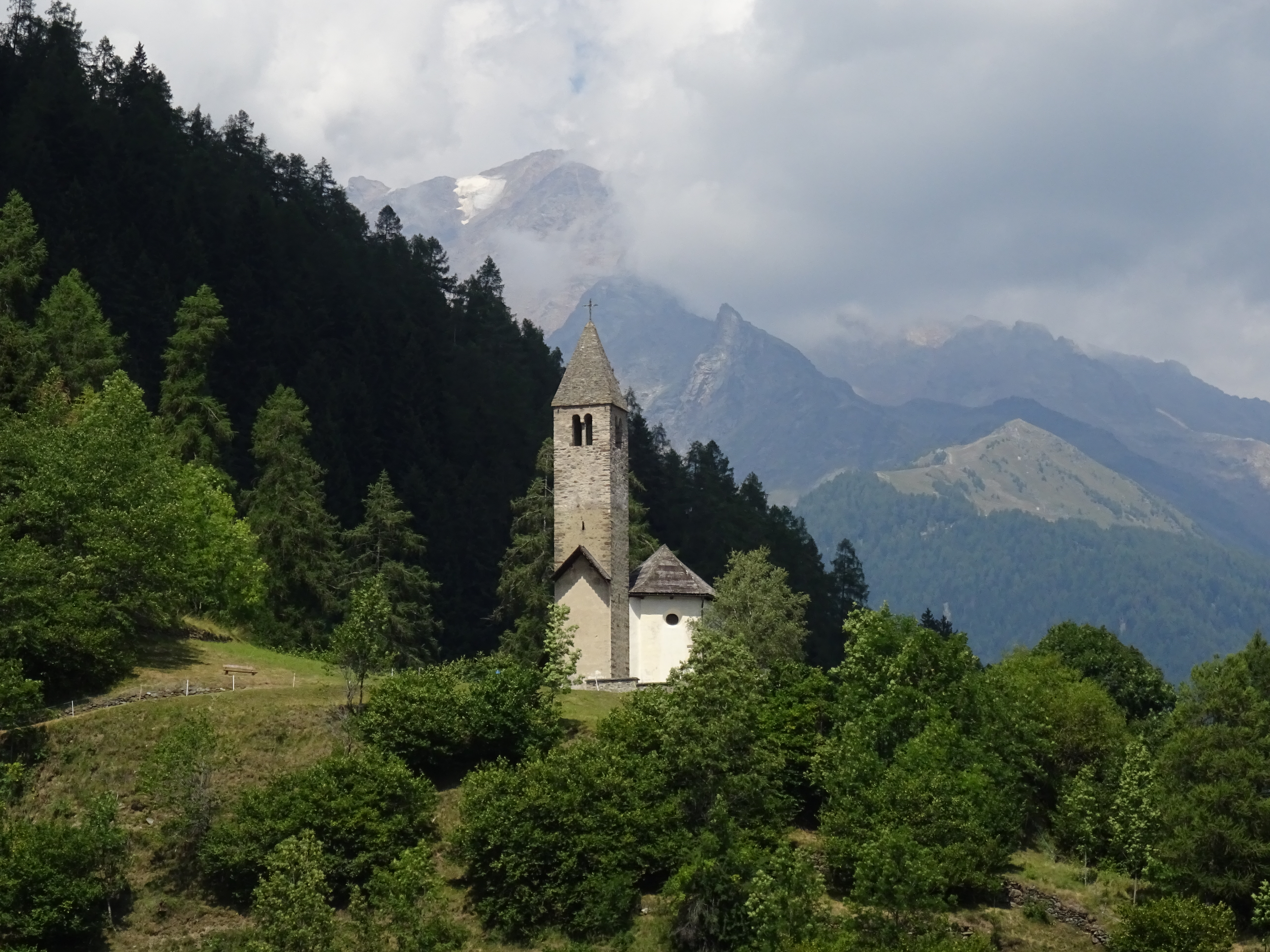
Panorama con la chiesa vista dalla strada che sale da Comasine

Un portale gotico, affiancato da due finestrelle, dà accesso alla chiesa che si presenta a unica navata, suddivisa in due campate, coperte da volte a crociera. 
L'ampia navata ha il catino absidale a forma semicircolare; il presbiterio era un tempo recinto da una balaustra, elevato di un gradino sul resto dell'aula. L'interno appare spoglio e privato dei tre magnifici altari di legno barocco che erano collocati al centro e ai lati e che sono stati  collocati nella chiesa di San Matteo a Comasine.
I tre altari nel 1617 erano dedicati: il primo a santa Lucia, il secondo ai santi Lorenzo e Bartolomeo e il terzo ai santi Rocco e Bernardino e furono consacrati nell'agosto nel 1649. Nella nuova collocazione mantengono la medesima intitolazione.
Alle pareti sono appese alcune tavolette "ex voto". La morbidezza delle forme e dei volti manifestano un forte influsso italiano.

### Gli altari
L'altare centrale del seicentesco è finemente intagliato e dorato. Ha quattro colonne sovraccariche di ornamenti a tralci di vite, vasi di fiori, festoni di frutta. Porta inoltre testine di putti e di angeli. Sul timpano vi è la raffigurazione dell'arcangelo Gabriele e due angeli musici, seduti a suoi fianchi. La pala dell'altare rappresenta Santa Lucia e santa Caterina d'Alessandria. Santa Lucia è raffigurata mentre regge con la mano sinistra il piattino dove sono posti i suoi occhi,  mentre la destra stringe una palma. Accanto vi è raffigurata santa Caterina con la palma e la corona regale.  
Nello spazio dietro il  dipinto, si apre la nicchia con la statua di Santa Lucia completamente dorata. L'altare destro è suddiviso in tre parti, in quella centrale vi è la Madonna col Bambino. La Vergine tiene in braccio il figlio come simbolo di dolcezza e maternità, ai lati i santi Rocco e Lucia. Il tutto è collocato entro una cassa che misura m.1,20 x 1,60, dall'alto della quale pende il caratteristico baldacchino con vistosa decorazione. Probabilmente anche i due bassorilievi laterali, con figure di santo sono del medesimo periodo, intorno agli inizi del Cinquecento. Il contorno è barocco, quindi il complesso dell'altare è stato ottenuto dalla fusione di due opere distinte, forse per mano di qualche artigiano del Seicento. Purtroppo non esistono firme quindi non è possibile parlare di attribuzioni artistiche, anche se è sicuro che altari di questo stile denunciano una certa dipendenza dell'arte germanica. 
L'altare laterale sinistro, pure intagliato, con due colonne laterali a tralci di vite dorati, raffigura in alto la Madonna e ai piedi sono dipinti san Bartolomeo e San Lorenzo con gli strumenti del martirio.

### Il campanile
Il campanile della chiesetta è romanico, ha il tetto piramidale in muro e le bifore da ogni lato sono munite di colonne di granito a capitello cubico, lavorato in modo rozzo e non troppo curato. Prima della grande guerra aveva due campane, una delle quali venne fusa nel 1853. Sul lato orientale il campanile reca tracce dell'affresco raffigurante un san Cristoforo, opera dei Baschenis.